# Port Giles
Port Giles är en hamn i Australien. Den ligger i kommunen Yorke Peninsula och delstaten South Australia, omkring 77 kilometer väster om delstatshuvudstaden Adelaide. Trakten är glest befolkad. Närmaste större samhälle är Yorketown, omkring 14 kilometer väster om Port Giles. 
Genomsnittlig årsnederbörd är 719 millimeter. Den regnigaste månaden är juni, med i genomsnitt 144 mm nederbörd, och den torraste är januari, med 16 mm nederbörd.